# Jamara pisinna
Jamara pisinna är en spindelart som beskrevs av Davies 1995. Jamara pisinna ingår i släktet Jamara och familjen mörkerspindlar.
Artens utbredningsområde är Queensland. Inga underarter finns listade i Catalogue of Life.